# (1327) Namaqua
(1327) Namaqua est un astéroïde de la ceinture principale découvert le 7 septembre 1934 à l'Observatoire de l'Union à Johannesbourg par l'astronome sud-africain Cyril V. Jackson. Il fut nommé en référence au désert du Namaqualand.

## Historique
Sa désignation provisoire, lors de sa découverte le 7 septembre 1934, était 1934 RT.